# Testa di cavallo del Mas d'Azil

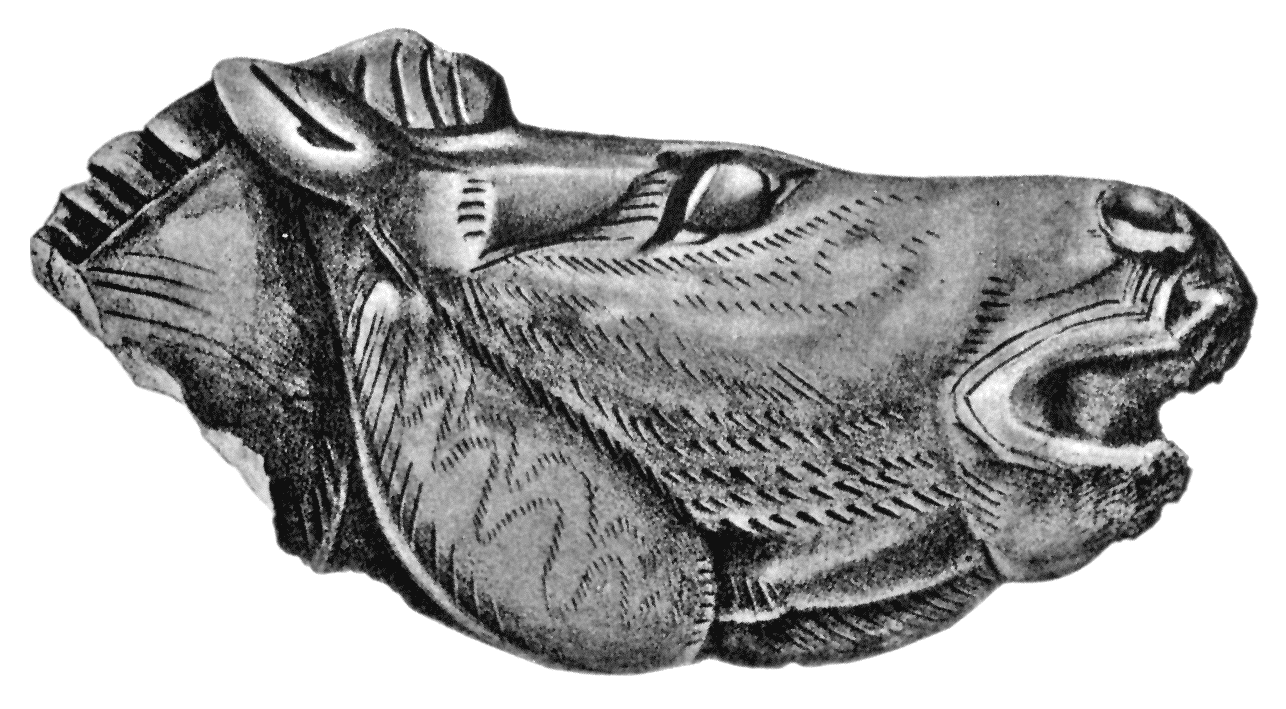

La testa di cavallo del Le Mas-d'Azil è una scultura risalente al periodo magdaleniano, scolpita circa 15.000 anni fa. È stata ritrovata nella grotta di Le Mas-d'Azil, in Francia, e raffigura la testa di un equino con precisione tecnica maggiore rispetto alle epoche preistoriche precedenti.